# 硒代硫酸钠
硒代硫酸钠是一种无机化合物，化学式Na2SeSO3。

## 制备
由硒在亚硫酸钠的水溶液中长时间回流，得到硒代硫酸钠：
Na2SO3 + Se → Na2SeSO3
其制法类似于硫代硫酸钠。

## 性质
硒代硫酸钠可溶于水，其固体受热分解，产生硒化钠、多硫化钠和硫酸钠的混合物。
硒代硫酸钠也可以被酸分解，如：
Na2SeSO3 + 2 HCl → 2 NaCl + Se↓ + SO2↑ + H2O
它有还原性，可以被单质碘氧化：
I2 + 2 Na2SeSO3 → Na2Se2S2O6(二硒代连四硫酸钠) + 2 NaI

## 用途
硒代硫酸钠可以作为硒的来源，来制备一些金属的硒化物，如制备硒化铅、硒化镉等：
CdSO4 + Na2SeSO3 + H2O → CdSe↓ + H2SO4 + Na2SO4